# Раунд, Джон Гораций
Джон Гораций Раунд (англ. John Horace Round; 22 февраля 1854 — 24 июня 1928) — британский историк и специалист по генеалогии английского средневековья. Как эксперт по истории британского пэрства, был назначен почетным советником по истории Британской монархии.

## Биография
Родился 22 февраля 1854 года в городе Хов, графства Восточный Суссекс, в семье адвоката Джона Раунда и его жены — Лауры Смит, дочери поэта Горация Смита.
Получив начальное домашнее образование, в 1874 году поступил в Баллиол-колледж в Оксфорде, где обучался современной истории. На выпускных экзаменах в 1879 году Раунд получил степень бакалавра искусств с отличием первой степени; в 1881 году он получил степень магистра.
Работал в графстве Эссекс, являлся и был одновременно заместителем лейтенанта и лордом поместья Bergholt Hall прихода Вест-Бергхольт. Его родственники владели замком Колчестер, а дед Джон Раунд был членом парламента в Эссексе.
Джон Гораций Раунд участвовал во многих исторических публикациях, став автором нескольких значительных работ. Его перевод и обсуждение Эссексского «Страшного суда» (VCH Essex, vol. 1) широко признаны шедевром и имеют национальное значение. Раунд энергично участвовал в спорах с другими учёными. Его вражда с Хьюбертом Холлом, связанная с публикацией в 1897 году Красной книги казначейства XIII века (соредактором которой изначально был Раунд), стала особенно резкой.
Дискуссии Раунда в обычно мягкой академической области оттачивали его аналитические способности. Он был признан ведущим авторитетом в области средневековой и более поздней генеалогии, удостоен почётной степени доктора права Эдинбургским университетом в феврале 1905 года и стал президентом Эссексского археологического общества. Будучи экспертом по истории и праву британских пэров, Джон Раунд был назначен почётным историческим советником Британской монархии по делам о пэрах в 1914 году, уйдя с этого поста в отставку в 1922 году.
После окончания колледжа Раунд заболел хронической болезнью, и с годами его состояние постепенно ухудшалось. Он умер 24 июня 1928 года в родном городе. Женат Джон Раунд не был.
Работы Раунда, включая переписку с другими историками, доступны в архивах библиотеки лондонского Сенат-хауса. Также часть его документов находятся в архиве Эссекса и многих библиотеках Англии, включая Британскую библиотеку.